# ZLM Tour
ZLM Tour je etapový mužský cyklistický závod konaný v Nizozemsku a Belgii. Závod byl založen v roce 1987 jako amatérský a v roce 1996 se stal profesionálním. V roce 2020 se závod stal součástí UCI ProSeries. Ročníky 2020 a 2021 byly zrušeny kvůli pandemii covidu-19.

## Seznam vítězů
| Rok       | Země                                                   | Jezdec                                                 | Tým                                                    |
| --------- | ------------------------------------------------------ | ------------------------------------------------------ | ------------------------------------------------------ |
| 1987      | Nizozemsko                                             | Theo Gevers                                            |                                                        |
| 1988      | Nizozemsko                                             | Arno Ottevanger                                        |                                                        |
| 1989      | Nizozemsko                                             | Reem Kok                                               |                                                        |
| 1990      | Nizozemsko                                             | John Den Braber                                        |                                                        |
| 1991      | Nizozemsko                                             | Tristan Hoffman                                        |                                                        |
| 1992      | Nizozemsko                                             | Martin van Steen                                       |                                                        |
| 1993      | Nizozemsko                                             | Servais Knaven                                         |                                                        |
| 1994      | Nizozemsko                                             | Jos Wolfkamp                                           |                                                        |
| 1995      | Nizozemsko                                             | Max van Heeswijk                                       | Motorola                                               |
| 1996      | Spojené státy                                          | Tyler Hamilton                                         | U.S. Postal Service                                    |
| 1997      | Nizozemsko                                             | Eddy Bouwmans                                          | Foreldorado–Golff                                      |
| 1998      | Nizozemsko                                             | Karsten Kroon                                          | Rabobank Beloften                                      |
| 1999      | Německo                                                | Ralf Grabsch                                           | Team Cologne                                           |
| 2000      | Belgie                                                 | Andy De Smet                                           | Spar–OKI                                               |
| 2001      | Francie                                                | Xavier Jan                                             | BigMat–Auber 93                                        |
| 2002      | Nizozemsko                                             | Bart Voskamp                                           | BankGiroLoterij–Batavus                                |
| 2003      | Nizozemsko                                             | Gerben Löwik                                           | BankGiroLoterij–Batavus                                |
| 2004      | Belgie                                                 | Nick Nuyens                                            | Quick-Step–Davitamon                                   |
| 2005      | Německo                                                | Stefan Schumacher                                      | Shimano–Memory Corp                                    |
| 2006      | Norsko                                                 | Kurt Asle Arvesen                                      | Team CSC                                               |
| 2007      | Nizozemsko                                             | Nico Sijmens                                           | Rabobank                                               |
| 2008      | Itálie                                                 | Enrico Gasparotto                                      | Barloworld                                             |
| 2009      | Belgie                                                 | Philippe Gilbert                                       | Silence–Lotto                                          |
| 2010      | Austrálie                                              | Adam Hansen                                            | Team HTC–Columbia                                      |
| 2011      | Belgie                                                 | Philippe Gilbert                                       | Omega Pharma–Lotto                                     |
| 2012      | Spojené království                                     | Mark Cavendish                                         | Team Sky                                               |
| 2013      | Nizozemsko                                             | Lars Boom                                              | Blanco Pro Cycling                                     |
| 2014      | Belgie                                                 | Philippe Gilbert                                       | BMC Racing Team                                        |
| 2015      | Německo                                                | André Greipel                                          | Lotto–Soudal                                           |
| 2016      | Belgie                                                 | Sep Vanmarcke                                          | LottoNL–Jumbo                                          |
| 2017      | Portugalsko                                            | José Gonçalves                                         | Team Katusha–Alpecin                                   |
| 2018      | Nejelo se kvůli ztrátě zájmu několika hostujících měst | Nejelo se kvůli ztrátě zájmu několika hostujících měst | Nejelo se kvůli ztrátě zájmu několika hostujících měst |
| 2019      | Nizozemsko                                             | Mike Teunissen                                         | Team Jumbo–Visma                                       |
| 2020–2021 | Nejelo se kvůli pandemii covidu-19                     | Nejelo se kvůli pandemii covidu-19                     | Nejelo se kvůli pandemii covidu-19                     |
| 2022      | Nizozemsko                                             | Olav Kooij                                             | Team Jumbo–Visma                                       |
| 2023      | Nizozemsko                                             | Olav Kooij                                             | Team Jumbo–Visma                                       |
| 2024      | Belgie                                                 | Rune Herregodts                                        | Intermarché–Wanty                                      |